# Gran Premio de Cataluña de Motociclismo de 1996
El Gran Premio de Cataluña de Motociclismo de 1996 fue la decimotercera prueba del Campeonato del Mundo de Motociclismo de 1996. Tuvo lugar en el fin de semana del 13 al 15 de septiembre de 1996 en el Circuito de Barcelona-Cataluña, situado en Barcelona, España. La carrera de 500cc fue ganada por Carlos Checa, seguido de Mick Doohan y Àlex Crivillé. Max Biaggi ganó la prueba de 250cc, por delante de Olivier Jacque y Ralf Waldmann. La carrera de 125cc fue ganada por Tomomi Manako, Garry McCoy fue segundo y Kazuto Sakata tercero.

## Resultados 500cc
| Pos. | Piloto              | Constructor   | Tiempo    | Pts. |
| ---- | ------------------- | ------------- | --------- | ---- |
| 1    | Carlos Checa        | Honda         | 44:56.885 | 25   |
| 2    | Mick Doohan         | Honda         | +6.591    | 20   |
| 3    | Àlex Crivillé       | Honda         | +6.640    | 16   |
| 4    | Luca Cadalora       | Honda         | +7.048    | 13   |
| 5    | Tadayuki Okada      | Honda         | +7.129    | 11   |
| 6    | Shinichi Itoh       | Honda         | +21.867   | 10   |
| 7    | Alberto Puig        | Honda         | +25.939   | 9    |
| 8    | Alex Barros         | Honda         | +26.875   | 8    |
| 9    | Loris Capirossi     | Yamaha        | +27.105   | 7    |
| 10   | Norifumi Abe        | Yamaha        | +58.628   | 6    |
| 11   | Scott Russell       | Suzuki        | +1:02.111 | 5    |
| 12   | Jeremy McWilliams   | ROC Yamaha    | +1:25.019 | 4    |
| 13   | Frederic Protat     | ROC Yamaha    | +1:39.079 | 3    |
| 14   | Paul Young          | Harris Yamaha | +1 Vuelta | 2    |
| 15   | Chris Walker        | Elf 500       | +1 Vuelta | 1    |
| Ret  | Lucio Pedercini     | ROC Yamaha    | Retirado  |      |
| Ret  | Eugene McManus      | Yamaha        | Retirado  |      |
| Ret  | Andrew Stroud       | ROC Yamaha    | Retirado  |      |
| Ret  | Jean-Michel Bayle   | Yamaha        | Retirado  |      |
| Ret  | Juan Bautista Borja | Elf 500       | Retirado  |      |
| Ret  | Kenny Roberts Jr    | Yamaha        | Retirado  |      |
| Ret  | Adrien Bosshard     | ROC Yamaha    | Retirado  |      |
| Ret  | Sean Emmett         | Harris Yamaha | Retirado  |      |
| Ret  | Daryl Beattie       | Suzuki        | Retirado  |      |
| DNS  | Jean Pierre Jeandat | Paton         | DNS       |      |

- Pole Position: Mick Doohan, 1:46.201
- Vuelta Rápida: Carlos Checa, 1:47.183

## Resultados 250cc
| Pos. | Piloto               | Constructor | Tiempo    | Pts. |
| ---- | -------------------- | ----------- | --------- | ---- |
| 1    | Max Biaggi           | Aprilia     | 42:03.123 | 25   |
| 2    | Olivier Jacque       | Honda       | +10.188   | 20   |
| 3    | Ralf Waldmann        | Honda       | +13.476   | 16   |
| 4    | Tohru Ukawa          | Honda       | +14.291   | 13   |
| 5    | Jürgen Fuchs         | Honda       | +14.433   | 11   |
| 6    | Marcellino Lucchi    | Aprilia     | +18.269   | 10   |
| 7    | Nobuatsu Aoki        | Honda       | +25.600   | 9    |
| 8    | Cristiano Migliorati | Honda       | +34.269   | 8    |
| 9    | Eskil Suter          | Aprilia     | +38.493   | 7    |
| 10   | Regis Laconi         | Honda       | +40.120   | 6    |
| 11   | Takeshi Tsujimura    | Honda       | +40.150   | 5    |
| 12   | Sebastian Porto      | Aprilia     | +46.555   | 4    |
| 13   | Luis d'Antin         | Honda       | +48.011   | 3    |
| 14   | Jurgen vd Goorbergh  | Honda       | +49.391   | 2    |
| 15   | Osamu Miyazaki       | Aprilia     | +53.953   | 1    |
| 16   | Gianluigi Scalvini   | Honda       | +54.143   |      |
| 17   | Davide Bulega        | Aprilia     | +54.369   |      |
| 18   | Luca Boscoscuro      | Aprilia     | +54.621   |      |
| 19   | Alessandro Antonello | Aprilia     | +1:08.015 |      |
| 20   | Francisco Riquelme   | Honda       | +1 Vuelta |      |
| 21   | Ismael Bonilla       | Honda       | +1 Vuelta |      |
| 22   | Vicente Esparragoso  | Honda       | +1 Vuelta |      |
| Ret  | José Luis Cardoso    | Aprilia     | Retirado  |      |
| Ret  | Jamie Robinson       | Aprilia     | Retirado  |      |
| Ret  | Oliver Petrucciani   | Aprilia     | Retirado  |      |
| Ret  | Cristophe Cogan      | Honda       | Retirado  |      |
| Ret  | Miguel Tey           | Honda       | Retirado  |      |
| Ret  | José Barresi         | Yamaha      | Retirado  |      |
| Ret  | Franco Battaini      | Honda       | Retirado  |      |
| Ret  | Jean-Philippe Ruggia | Honda       | Retirado  |      |
| Ret  | Christian Boudinot   | Aprilia     | Retirado  |      |
| Ret  | Sete Gibernau        | Yamaha      | Retirado  |      |

- Pole Position: Max Biaggi, 1:47.757
- Vuelta Rápida: Max Biaggi, 1:48.490

## Resultados 125cc
| Pos. | Piloto               | Constructor | Tiempo    | Pts. |
| ---- | -------------------- | ----------- | --------- | ---- |
| 1    | Tomomi Manako        | Honda       | 42:26.228 | 25   |
| 2    | Garry McCoy          | Aprilia     | +1.190    | 20   |
| 3    | Kazuto Sakata        | Aprilia     | +6.606    | 16   |
| 4    | Emilio Alzamora      | Honda       | +6.754    | 13   |
| 5    | Haruchika Aoki       | Honda       | +6.920    | 11   |
| 6    | Youichi Ui           | Yamaha      | +6.962    | 10   |
| 7    | Yoshiaki Katoh       | Honda       | +6.998    | 9    |
| 8    | Jorge Martínez Aspar | Honda       | +7.244    | 8    |
| 9    | Ivan Goi             | Honda       | +8.828    | 7    |
| 10   | Dirk Raudies         | Honda       | +13.303   | 6    |
| 11   | Noboru Ueda          | Honda       | +17.744   | 5    |
| 12   | Herri Torrontegui    | Honda       | +19.034   | 4    |
| 13   | Jaroslav Hules       | Honda       | +39.015   | 3    |
| 14   | Mirko Giansanti      | Honda       | +40.142   | 2    |
| 15   | Gabriele Debbia      | Yamaha      | +40.194   | 1    |
| 16   | Ángel Nieto Jr       | Aprilia     | +49.499   |      |
| 17   | Daniel Ribalta       | Honda       | +58.692   |      |
| 18   | David García         | Honda       | +1:15.975 |      |
| Ret  | Manfred Geissler     | Aprilia     | Retirado  |      |
| Ret  | Darren Barton        | Aprilia     | Retirado  |      |
| Ret  | Stefano Perugini     | Aprilia     | Retirado  |      |
| Ret  | José Antonio Ramirez | Honda       | Retirado  |      |
| Ret  | Enrique Maturana     | Yamaha      | Retirado  |      |
| Ret  | Frederic Petit       | Honda       | Retirado  |      |
| Ret  | Masaki Tokudome      | Aprilia     | Retirado  |      |
| Ret  | Valentino Rossi      | Aprilia     | Retirado  |      |
| Ret  | Loek Bodelier        | Honda       | Retirado  |      |
| Ret  | Josep Sarda          | Honda       | Retirado  |      |
| Ret  | Lucio Cecchinello    | Honda       | Retirado  |      |
| Ret  | Akira Saito          | Honda       | Retirado  |      |
| Ret  | Peter Öttl           | Aprilia     | Retirado  |      |

- Pole Position: Youichi Ui, 1:54.536
- Vuelta Rápida: Tomomi Manako, 1:54.307